# Джонс, Финн
Финн Джонс (англ. Finn Jones, урожд. Терренс Джонс (англ. Terence Jones),  род. 24 марта 1988) — английский актёр.

## Биография
Учился в Arts Educational Schools на трехгодичных актёрских курсах. В настоящее время проживает в Лондоне.
После начала актёрской карьеры Джонс сменяет своё имя Терренс на Финн (по его словам, он сменил имя с целью избежать путаницы с известным комиком Терри Джонсом).

## Творчество
В октябре 2009 Финн сыграл роль Джейми, персонажа, любящего Ханну Эшфорт во втором сезоне Hollyoaks Later, спин-оффа сериала Hollyoaks.
В январе 2010 сыграл Тима Хебдона в 11-й серии Doctors.
В апреле 2010 Финн появился в двух эпизодах сериала Чисто английское убийство, в которых сыграл сына Лизы Кеннеди, Марка Кеннеди, обвиненного в убийстве.
В том же месяце принял участие в съемках роликов для приключенческой онлайн-игры под названием «The Curfew», созданной Кироном Гилленом производства LittleLoud Productions, опубликованной Channel 4. Игра выпущена летом 2010 года.
Джонс также сыграл Сантьяго Джонса в Приключениях Сары Джейн, спин-оффе телесериала Доктор Кто, в сериях Смерть Доктора.
19 июня 2010 было объявлено, что Джонс сыграет роль Лораса Тирелла в телесериале Игра престолов телекомпании HBO, экранизации серии романов Джорджа Мартина.
В феврале 2016 года было анонсировано, что Джонс сыграет роль Дэнни Рэнда/Железного кулака в совместном сериале Marvel Television и Netflix Железный кулак, являющимся частью кинематографической вселенной Marvel. В 2017 году Джонс вернулся к этой роли в телесериале-кроссовере «Защитники».

### Фильмография
| Год       |     | Русское название                         | Оригинальное название     | Роль                      |
| --------- | --- | ---------------------------------------- | ------------------------- | ------------------------- |
| 2009      | с   |                                          | Hollyoaks                 | Джейми                    |
| 2010      | с   |                                          | Hollyoaks Later           | Джейми                    |
| 2010      | с   | Чисто английское убийство                | The Bill                  | Марк Кеннеди              |
| 2010      | с   | Приключения Сары Джейн                   | The Sarah Jane Adventures | Сантьяго Джонс            |
| 2010—2011 | с   |                                          | Doctors                   | Тим Хебдон                |
| 2011—2016 | с   | Игра престолов                           | Game of Thrones           | Лорас Тирелл              |
| 2012      | тф  | Поворот не туда 5: Кровное родство       | Wrong Turn 5: Bloodlines  | Тэдди                     |
| 2015      | мтф | Жизнь в квадратах                        | Life in Suares            | Джулиан Белл              |
| 2017—2018 | с   | Железный кулак                           | Marvel's Iron Fist        | Дэнни Рэнд/Железный кулак |
| 2017      | с   | Защитники                                | Marvel’s The Defenders    | Дэнни Рэнд/Железный кулак |
| 2017      | ф   | Техасская резня бензопилой: Кожаное лицо | Leatherface               | Помощник Шерифа           |
| 2017—2018 | с   | Люк Кейдж                                | Marvel’s Luke Cage        | Дэнни Рэнд/Железный кулак |
| 2020      | с   | Дикинсон                                 | Dickinson                 | Сэмюэль Боулс             |
| 2021      | ф   | Неспящие                                 | Awake                     | ТВА                       |